# Artur Ajmatjuzin
Artur Kamilevich Ajmatjuzin –en ruso, Артур Камилевич Ахматхузин– (Novy Aktanyshbash, 21 de mayo de 1988) es un deportista ruso que compite en esgrima, especialista en la modalidad de florete.
Participó en los Juegos Olímpicos de Río de Janeiro 2016, obteniendo una medalla de oro en la prueba por equipos (junto con Alexéi Cheremisinov y Timur Safin), y el quinto lugar en Londres 2012, en el torneo por equipos.
Ganó tres medallas en el Campeonato Mundial de Esgrima, en los años 2013 y 2015, y dos medallas en el Campeonato Europeo de Esgrima, oro en 2016 y plata en 2015.

## Palmarés internacional
| Juegos Olímpicos   | Juegos Olímpicos        | Juegos Olímpicos  | Juegos Olímpicos    |
| Año                | Lugar                   | Medalla           | Prueba              |
| ------------------ | ----------------------- | ----------------- | ------------------- |
| 2016               | Río de Janeiro (Brasil) | Medalla de oro    | Florete por equipos |
| Campeonato Mundial |                         |                   |                     |
| Año                | Lugar                   | Medalla           | Prueba              |
| 2013               | Budapest (Hungría)      | Medalla de plata  | Florete individual  |
| 2015               | Moscú (Rusia)           | Medalla de plata  | Florete por equipos |
| 2015               | Moscú (Rusia)           | Medalla de bronce | Florete individual  |
| Campeonato Europeo |                         |                   |                     |
| Año                | Lugar                   | Medalla           | Prueba              |
| 2015               | Montreux (Suiza)        | Medalla de plata  | Florete por equipos |
| 2016               | Toruń (Polonia)         | Medalla de oro    | Florete por equipos |